# Зимнее (яйцо Фаберже)
«Зи́мнее» — ювелирное яйцо, одно из пятидесяти четырех императорских пасхальных яиц, изготовленных фирмой Карла Фаберже для русской императорской семьи.
Создано по заказу императора Николая II в подарок его матери, Марии Фёдоровне, на Пасху 1913 года. Хранится в Катаре, в коллекции эмира.
Являлось самым дорогим императорским яйцом Фаберже ($9,5 млн), до тех пор, пока на аукционе «Кристис» не было продано «Ротшильдовское» яйцо за $18,5 млн.

## Дизайн
Яйцо установлено на основании из горного хрусталя, оформленного в виде тающего льда, с ручьями из платины и алмазов. Само яйцо также выполнено из горного хрусталя, на вершине размещается лунный камень в виде кабошона. Яйцо разделяется на две прозрачные половинки, ободок каждой из которых выполнен из платины, украшенной бриллиантами. Каждая половинка украшена тончайшей гравировкой, моделирующей ледяные кристаллы.

## Сюрприз
Сюрприз представляет собой платиновую решётчатую корзинку с двумя ручками, украшенную розовыми алмазами. В корзинке размещается букет подснежников. Каждый цветок реалистично вырезан из цельного белого кварца с золотым проводом в виде стебля и тычинок, листья изящно вырезаны из нефрита, а их середины — из зелёного кварца. На основании корзины выгравировано «Фаберже 1913».

## История
Весной 1913 года отмечалось трёхсотлетие дома Романовых, и подарок императора Николая II своей матери был особенно дорогим: за «Зимнее» яйцо фирме Фаберже было выплачено 24 600 рублей.
В 1927 году оно было продано всесоюзным объединением «Антиквариат» Эммануэлю Сноуманту. С 1948 года принадлежало сэру Бернарду Экстеину и было продано в 1949 Брайену Ледбруку. Исчезло приблизительно в 1975 году после смерти Ледбрука.
В 1994 году было обнаружено в Лондонском сейфе и в ноябре этого же года продано Женевскому аукциону «Кристис», откуда было затем продано американскому покупателю.
В 2002 году куплено на Нью-Йоркском аукционе «Кристис» эмиром Катара Хамадом бин Халифа Аль Тани.